# Francena McCorory
Francena Lynette McCorory (Los Angeles, 20 oktober 1988) is een Amerikaanse voormalige atlete, die gespecialiseerd was in het sprinten. Ze nam tweemaal deel aan de Olympische Spelen en won hierbij tweemaal een gouden medaille op de 4 × 400 m estafette. Ook individueel heeft ze successen behaald, met als hoogtepunt de overwinning op de 400 m bij de wereldindoorkampioenschappen van 2014.

## Carrière

### Eerste successen in school- en studententijd
Bij McCorory bleek haar bijzondere aanleg voor de 400 m al tijdens haar highschooltijd in haar woonplaats Hampton. Zoals in 2005, toen zij tijdens een schoolwedstrijd als laatste loopster in een estafette een achterstand van 80 meter goedmaakte, zes tegenstandsters passeerde en met ruime voorsprong naar de overwinning snelde. Of zoals die keer toen zij tijdens een eenmalige poging met 51,93 s het nationale highschool-record verbeterde, dat tot dan op naam had gestaan van Sanya Richards, de latere wereldkampioene in 2009.
Hoewel zij intussen van diverse grotere universiteiten aanbiedingen had gekregen, besloot McCorory na haar middelbareschoolopleiding te gaan studeren aan de universiteit van Hampton. Hiervoor won zij in 2009 op de 400 m de NCAA-indoortitel en werd zij later dat jaar derde bij de NCAA-baankampioenschappen. In 2010, bij de NCAA-indoorkampioenschappen in Fayetteville, verdedigde zij haar indoortitel niet alleen, maar zegevierde zij zelfs met een voorsprong van ruim een seconde, waarbij zij het negentien jaar oude nationale indoorrecord van Diane Dixon verbeterde tot 50,54. In het daarop volgende baanseizoen won zij ook de NCAA-buitentitel in 50,69, opvallend genoeg iets minder snel dan haar eerdere indoorrecord. Enkele weken later scherpte zij tijdens de Amerikaanse baankampioenschappen haar PR aan tot 50,52 en veroverde daarmee het zilver.

### WK-goud op estafette
In 2011 studeerde McCorory af, waarna zij zich op de Amerikaanse kampioenschappen naar een tweede plaats liep in 50,49, een PR-prestatie. Hiermee kwalificeerde zij zich voor de wereldkampioenschappen in Daegu. Een maand later ging zij tijdens de Herculis meeting in Monaco opnieuw harder en verbeterde zij zich tot 50,29. Die lijn zette McCorory door op de WK in Daegu, haar eerste grote internationale wedstrijd, waar zij in de halve finale van de 400 m 50,24 liet registreren. In de finale ging het iets minder snel en kwam ze met haar 50,45 net buiten het podium terecht. Nochtans een verdienstelijk debuut op het internationale strijdtoneel van de Amerikaanse. Enkele dagen later stelde zij op de 4 x 400 m estafette als slotloopster zelfs de overwinning veilig van het Amerikaanse team, dat verder bestond uit Sanya Richards-Ross, Allyson Felix en Jessica Beard.

### Olympisch goud
In 2012 had McCorory zich in de aanloop naar de Olympische Spelen in Londen verder verbeterd op de 400 m; tijdens de Adidas Grand Prix in New York had zij 50,06 voor zich laten klokken. Uitzending naar de Spelen hoefde dus geen probleem te zijn, maar werd dat nog bijna wel. Tijdens de Olympic Trials moest zij in de finale starten in baan zeven en deed dat voortvarend, wetende dat Sanya Richards-Ross in baan zes vlak achter haar zat. Die trok zich echter aan de snelheid van McCorory op en passeerde haar op het rechte stuk naar de finish. Terwijl McCorory haar kruit verschoten had en zich naar de finish worstelde, kwam ook DeeDee Trotter nog langszij, terwijl Debbie Dunn eveneens dichtbij kwam. Die laatste wist ze evenwel ternauwernood achter zich te houden, zodat zij met een derde plaats haar uitzending naar Londen zeker stelde.
Op de Spelen in Londen kwam McCorory niet alleen uit op de individuele 400 m, maar maakte zij ook deel uit van het team voor de 4 × 400 m estafette. Individueel plaatste ze zich via de series (50,78), halve finale (50,19) voor de finale. Daarin werd ze zevende in 50,33. Op de estafette won ze vervolgens met haar teamgenotes DeeDee Trotter, Allyson Felix en Sanya Richards-Ross een gouden medaille. Met een tijd van 3.16,87 versloeg het Amerikaanse viertal de estafetteploegen uit Rusland (zilver; 3.20,23) en Jamaica (brons; 3.20,95).

### Zilver wordt goud op WK 2013
Op de Amerikaanse kampioenschappen van 2013 verzekerde McCorory zich met een tweede plaats en een verbetering van haar PR tot 50,01 van uitzending naar de WK in Moskou. Daar liep zij op de individuele 400 m, net als in voorgaande grote toernooien, haar beste tijd in de halve finale. Haar 49,86 was een verdere PR-verbetering. Blijkbaar had zij hiermee opnieuw haar kruit grotendeels verschoten, want in de finale kwam zij niet in de buurt van die tijd en finishte zij in 50,68 als zesde. Aan de 4 x 400 m estafette hield zij echter een zilveren medaille over. Nadat Jessica Beard, Natasha Hastings en Ashley Spencer hun aandeel hadden geleverd, snelde McCorory vlak achter het winnende Russische team in 3.20,41 over de finish.

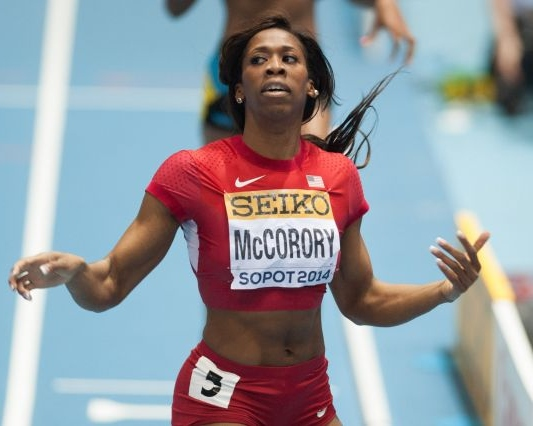
Francena McCorory wint goud op de WK indoor in 2014 in Sopot.

Drie jaar later werd het zilver van het Amerikaanse team alsnog opgewaardeerd naar goud, omdat in april 2016 bij een hertest van monsters die waren bewaard van de Olympische Spelen van Londen bij de Russische estafetteloopster Antonina Krivosjapka sporen van het verboden turinabol waren gevonden. De Russische atlete werd voor de duur van twee jaar geschorst en de Russische ploeg werd gediskwalificeerd.

### Wereldindoorkampioene
Tot dan toe had Francena McCorory de grootste successen in haar carrière behaald op de 4 x 400 m estafette. Op de individuele 400 m was zij op de grote toernooien nog nooit in de prijzen gevallen. Dat veranderde in 2014. Na eerst de Amerikaanse indoortitel op dit onderdeel in de wacht te hebben gesleept, behaalde zij op de wereldindoorkampioenschappen in Sopot, Polen, de gouden medaille door in de halve finale 51,35 neer te zetten en in de finale 51,12. De Jamaicaanse Kaliese Spencer bleef in 51,54 nog het dichtst in haar buurt, terwijl de Bahamaanse Shaunae Miller het brons pakte in 52,06. Vervolgens veroverde McCorory met de 4 × 400 m estafetteploeg haar tweede gouden medaille. Terug in eigen land liep zij op 28 juni in Sacramento ook naar de Amerikaanse buitentitel in 49,48, haar beste tijd ooit. Zelfs Sanya Richards-Ross had hier niet van terug en werd ditmaal tweede. Voor McCorory werd 2014 hiermee een van de meest succesvolle jaren.

### Winst in de Diamond League
In 2015 kon zij die lijn niet doortrekken. Na op de Amerikaanse kampioenschappen in 50,88 slechts vierde te zijn geworden en daarmee de kans te hebben verspeeld om op de WK in Peking, later dat jaar, op de individuele 400 m in actie te komen, werd McCorory wel geselecteerd voor de 4 x 400 m estafette. Die keuze was temeer terecht, daar zij in mei deel had uitgemaakt van het Amerikaanse viertal dat bij de IAAF World Relays op de Bahama's op de 4 x 400 m naar de overwinning was gesneld. In Peking werd het zilver. Samen met Sanya Richards-Ross, Natasha Hastings en Allyson Felix finishte McCorory in 3.19,44, kort achter het Jamaicaanse viertal dat in 3.19,13 het goud veroverde. Op gepaste afstand werd het Britse team in 3.23,62 derde.

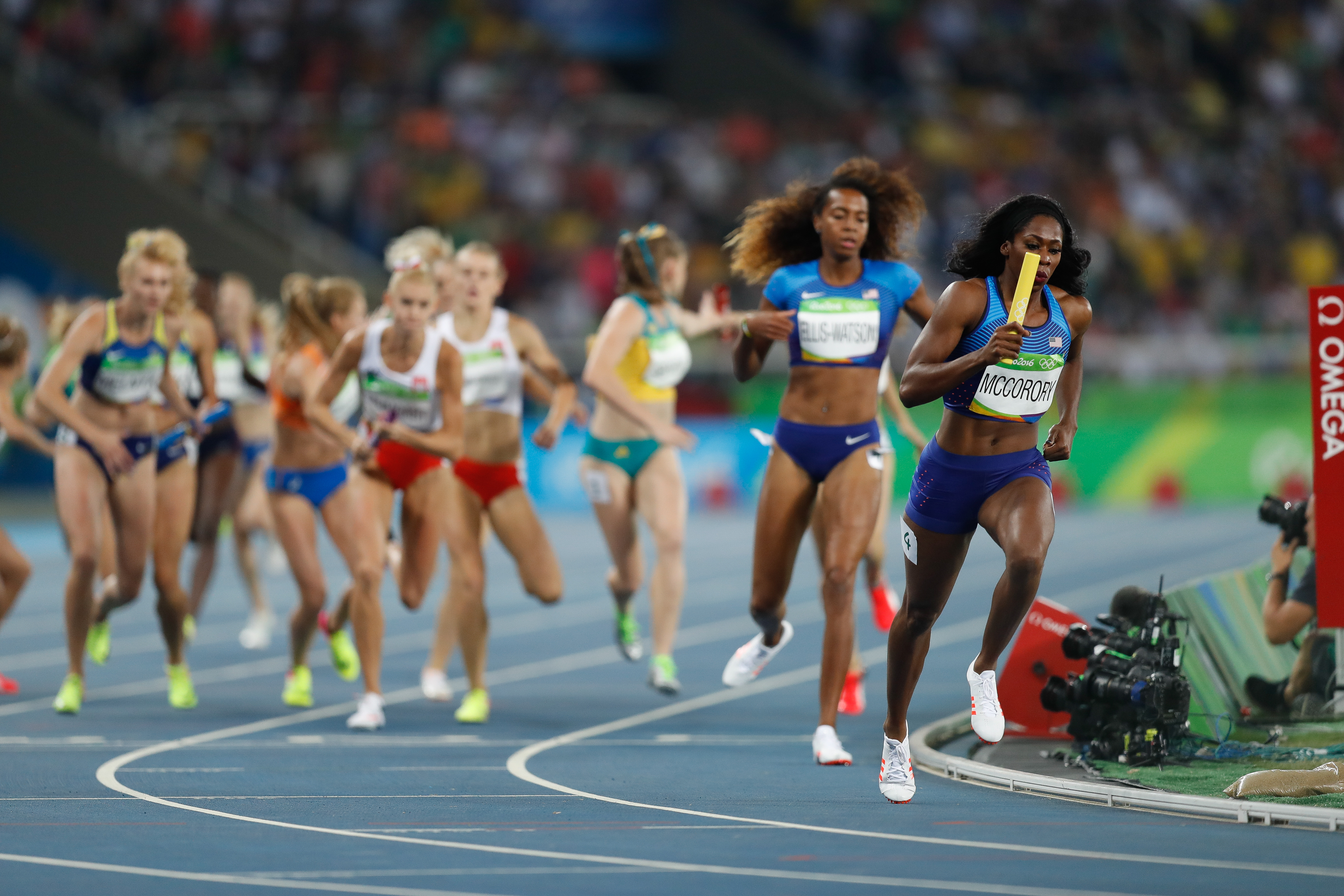
Francena McCorory gaat aan de leiding in haar serie op de 4 x 400 m in Rio, 2016.

Toch was er dat jaar ook nog individueel succes voor McCorory. Van de reeks 400 meters in het kader van de Diamond League won ze er vier en werd ze tweemaal tweede. Het leverde haar de eindoverwinning in haar specialiteit op, een fors bedrag uit de prijzenpot plus een vier-karaats diamant ter waarde van ongeveer $80.000.

### Opnieuw olympisch goud
In het olympische jaar 2016 leek McCorory haar kans op deelname aan de Olympische Spelen in Rio de Janeiro te hebben verspeeld. Op de Olympic Team Trials in Eugene, die tevens dienstdeden als Amerikaanse kampioenschappen, werd zij op de 400 m in 50,37 vijfde. Aangezien er door de Amerikanen voor de estafettenummers altijd meer atleten en atletes worden meegenomen dan de vier die per estafetteonderdeel noodzakelijk zijn, kreeg McCorory alsnog een kans om zich in de Braziliaanse stad te bewijzen. Die nam zij aan toen zij in de serie van de 4 × 400 m als lid van het Amerikaanse team werd ingezet. Het viertal won in 3.21,42. Nadat in de finale haar landgenotes Allyson Felix, Phyllis Francis, Natasha Hastings en Courtney Okolo in 3.19,06 naar het goud waren gesneld, kon ook McCorory voor haar aandeel in deze overwinning het olympisch goud in ontvangst nemen.

## Titels
- Olympische kampioene 4 × 400 m - 2012
- Wereldkampioene 4 × 400 m - 2011, 2013
- Wereldindoorkampioene 400 m - 2014
- Wereldindoorkampioene 4 × 400 m - 2014
- World Relays kampioene 4 × 400 m - 2015
- Amerikaans kampioene 400 m - 2014
- Amerikaans indoorkampioene 400 m - 2014
- NCAA-kampioene 400 m - 2010
- NCAA-indoorkampioene 400 m - 2009, 2010

## Persoonlijke records
Outdoor
| Onderdeel | Prestatie | Datum        | Plaats      |
| --------- | --------- | ------------ | ----------- |
| 100 m     | 11,62 s   | 8 april 2006 | Columbia    |
| 200 m     | 22,92 s   | 2 april 2010 | Gainesville |
| 400 m     | 49,48 s   | 28 juni 2014 | Sacramento  |

Indoor
| Onderdeel | Prestatie | Datum            | Plaats        |
| --------- | --------- | ---------------- | ------------- |
| 60 m      | 7,43 s    | 6 januari 2007   | Princess Anne |
| 300 m     | 36,50 s   | 15 februari 2014 | New York      |
| 400 m     | 50,54 s   | 13 maart 2010    | Fayetteville  |
| 500 m     | 1.09,01   | 28 januari 2012  | State College |
| 800 m     | 2.20,25   | 6 januari 2007   | Princess Anne |

## Palmares

### 400 m
Kampioenschappen
- 2009:  NCAA-indoorkamp. 51,55 s
- 2010:  NCAA-indoorkamp. 50,54 s (NR)
- 2010:  NCAA-kamp. 50,69 s
- 2010:  Amerikaanse kamp. - 50,52 s
- 2011:  Amerikaanse kamp. - 50,49 s
- 2011: 4e WK - 50,45 s (in ½ fin. 50,24 s)
- 2012:  Amerikaanse kamp. - 50,43 s
- 2012: 7e OS - 50,33 s (in ½ fin. 50,19 s)
- 2013:  Amerikaanse kamp. - 50,01 s
- 2013: 6e WK - 50,68 s (in ½ fin. 49,86 s)
- 2014:  Amerikaanse indoorkamp. - 50,85 s
- 2014:  WK indoor - 51,12 s
- 2014:  Amerikaanse kamp. - 49,48 s
- 2015: 4e Amerikaanse kamp. - 50,88 s
- 2016: 5e Amerikaanse kamp. - 50,37 s

Diamond League-podiumplekken
- 2010:  DN Galan – 50,66 s
- 2011:  Golden Gala – 50,70 s
- 2011:  Herculis – 50,29 s
- 2012:  Adidas Grand Prix – 50,06 s
- 2012:  Meeting Areva – 50,27 s
- 2012:  Birmingham Grand Prix – 51,00 s
- 2013:  Adidas Grand Prix – 51,06 s
- 2013:  Prefontaine Classic – 50,37 s
- 2013:  Golden Gala – 50,05 s
- 2013:  Athletissima – 50,36 s
- 2013:  Herculis – 49,96 s
- 2013:  London Grand Prix – 50,13 s
- 2013:  DN Galan – 51,03 s
- 2014:  Prefontaine Classic – 50,53 s
- 2014:  Adidas Grand Prix – 50,15 s
- 2014:  Glasgow Grand Prix – 49,93 s
- 2015:  Qatar Athletic Super Grand Prix - 50,21 s
- 2015:  Golden Gala - 50,36 s
- 2015:  Adidas Grand Prix - 49,86 s
- 2015:  Herculis - 49,83 s
- 2015:  Sainsbury's Anniversary Games - 50,67 s
- 2015:  Memorial Van Damme - 50,59 s
- 2015:   Diamond League - 20 p
- 2016:  Prefontaine Classic – 50,23 s

### 4 × 400 m
- 2011:  WK - 3.18,09
- 2012:  OS - 3.16,87
- 2013:  WK - 3.20,41 (na DQ Russische ploeg)
- 2014:  WK indoor - 3.24,83
- 2015:  World Relays - 3.19,39
- 2015:  WK - 3.19,44
- 2016:  OS - 3.19,06[2]

1972: Käsling, Kühne, Seidler, Zehrt ·
1976: Maletzki, Rohde, Streidt, Brehmer ·
1980: Prorotsjenko, Gojsjtsjik, Zjoeskova, Nazarova ·
1984: Leatherwood, Howard, Brisco-Hooks, Cheeseborough ·
1988: Ledovskaja, Nazarova, Pinigina, Bryzgina ·
1992: Roezina, Dzjigalova, Nazarova, Bryzgina ·
1996: Stevens, Malone, Graham, Miles ·
2000: Miles Clark, Hennagan, Colander, Anderson ·
2004: Trotter, Henderson, Richards, Hennagan ·
2008: Wineberg, Felix, Henderson, Richards ·
2012: Trotter, Felix, McCorory, Richards-Ross ·
2016: Okolo, Hastings, Francis, Felix ·
2020: McLaughlin, Felix, Muhammad, Mu ·
2024: Little, McLaughlin-Levrone, Thomas, Holmes
1983: Walther, Busch, Koch, Rübsam ·
1987: Neubauer, Emmelmann, Schersing, Busch ·
1991: Ledovskaja, Dzjigalova, Nazarova, Bryzgina ·
1993: Torrence, Malone-Wallace, Kaiser-Brown, Miles-Clark ·
1995: Graham, Stevens, Jones, Miles-Clark ·
1997: Feller, Rohländer, Rücker, Breuer ·
1999: Tsjebykina, Gontsjarenko, Kotljarova, Nazarova ·
2001: Richards, Scott, Parris, Fenton ·
2003: Barber, Washington, Richards, Miles-Clark ·
2005: Petsjonkina, Krasnomovets, Antjoech, Pospelova ·
2007: Trotter, Felix, Wineberg, Richards ·
2009: Dunn, Felix, Demus, Richards ·
2011: Richards-Ross, Felix, Beard, McCorory ·
2013: Goesjtsjina, Firova, Ryzjova, Krivosjapka ·
2015: Day, Jackson, McPherson, Williams-Mills ·
2017: Hayes, Felix, Wimbley, Francis ·
2019: Francis, McLaughlin, Muhammad, Jonathas ·
2022: Diggs, Steiner, Wilson, McLaughlin ·
2023: Saalberg, Klaver, Peeters, Bol